# GNU 허드
GNU 허드(영어: GNU Hurd)는 운영 체제용 커널 가운데 하나이며 현재 토마스 버시넬, 롤란드 맥그라트, 마르커스 브링크만, 넬 왈필드 등이 제작하고 있다. 맨 밑에 마이크로커널이 있고 그 위에서 몇 개의 서버 및 데몬이 돌아가는 형태를 가지며 기능, 보안, 안정 면에서 원조 유닉스 커널보다 나으면서 원조 유닉스 커널과의 호환성까지 뛰어난 커널을 지향한다. GNU 일반 공중 사용 허가서를 따르며 2013년 9월 27일 GNU 허드 0.5가 발표되었다.
2015년 4월 10일 GNU 허드 0.6이 발표되었다.

## 덧붙임
- Hurd는 HIRD of Unix-Replacing Daemons(유닉스를 대체하는 데몬들의 HIRD)의 약자이며 여기서 HIRD는 HURD of Interfaces Representing Depth(깊이를 나타내는 인터페이스들의 HURD)를 줄인 말로 재귀 약자다.

## 같이 보기
- 데비안 GNU/허드
- 아치 허드

## 참고 문헌
1. ↑  “GNU Hurd 0.9, GNU Mach 1.8, GNU MIG 1.8 released.” (영어). 2018년 5월 11일에 확인함.
2. ↑  https://www.gnu.org/software/hurd/news/2013-09-27.html
3. ↑  https://www.gnu.org/software/hurd/news/2015-04-10-releases.html